# Eodorcadion altaicum
Eodorcadion altaicum är en skalbaggsart som först beskrevs av Suvorov 1909.  Eodorcadion altaicum ingår i släktet Eodorcadion och familjen långhorningar.
Artens utbredningsområde är Kazakstan. Inga underarter finns listade i Catalogue of Life.